# Ned med Vaabnene!
Ned med Vaabnene! er en stumfilm fra 1915 instrueret af Holger-Madsen efter manuskript af Carl Th. Dreyer.

## Handling
Fire år efter at Arno v. Dotzky var død, traf Martha ved en hoffest kaptajn Fr. v. Tilling. Ædel mandighed afspejlede sig i hans ansigt. Under fire øjne fortalte han Martha, at han under krigen havde kæmpet side om side med Arno v. Dotzky, og dennes sidste anmodning var at bringe Martha en sidste hilsen. Da et halvt år er forløbet, er Martha og Fr. v. Tilling gift. Nogen tid går, da også han kaldes i krig, og savnet gør Martha så deprimeret, at hun må indlægges.